# Loris Dominissini
Loris Dominissini (* 19. November 1961 in Udine; † 4. Juni 2021 in San Vito al Tagliamento) war ein italienischer Fußballspieler und -trainer. Als Spieler unter anderem für Udinese Calcio und die AC Reggiana aktiv, führte er als Trainer die Mannschaft von Como Calcio direkt von der Serie C1 in die Serie A.

## Spielerkarriere
Loris Dominissini, geboren am 19. November 1961 im norditalienischen Udine, begann beim dort ansässigen Verein Udinese Calcio mit dem Fußballspielen. Zunächst in der Jugend des Klubs aktiv, wurde er 1980 in die erste Ligamannschaft aufgenommen, konnte sich jedoch nicht durchsetzen und keinen Einsatz in der Serie A 1980/81 verbuchen. Danach spielte er ein Jahr lang beim Drittligisten US Triestina, wo er 22 Spiele machte. Im Folgejahr folgte eine Tätigkeit bei Pordenone Calcio, ehe der Mittelfeldspieler 1983 zu Udinese Calcio zurückkehrte. Hier konnte er sich jedoch erneut nicht richtig durchsetzen und absolvierte in den folgenden zwei Spielzeiten siebzehn Ligaspiele. Die Serie A 1983/84 schloss Dominissini mit seinem Team auf dem neunten Platz ab und war damit erstmals seit einigen Jahren nicht im Abstiegskampf. Auch im Jahr darauf gelang mit Rang elf der Klassenerhalt. 1985 wechselte Loris Dominissini zum FC Messina in die Serie C1. Mit dem Verein gelang dem Mittelfeldspieler als Erster der Girone B der Serie C1 mit einem Punkt vor Taranto Sport der Aufstieg in die Serie B. Dominissini machte im Saisonverlauf zwanzig Ligaspiele mit einem Tor für den FC Messina.
Von 1986 bis 1993 war Loris Dominissini in der Folge für die AC Reggiana aktiv und war Teil der Mannschaft des Vereins, die eine Phase des großen Aufschwungs erlebte. Nach zwei Jahren der guten Platzierungen in der Serie C1 wurde man 1988/89 Erster der Girone A dieser Liga mit zwei Punkten vor der US Triestina und stieg nach sechs Jahren wieder in die Serie B auf. Dort konnte sich das Team von Trainer Giuseppe Marchioro gleich etablieren und beendete die Saison 1989/90 als Aufsteiger auf Platz sieben. Diese Platzierung konnte man in der darauffolgenden Spielzeit bestätigen. Auch 1991/92 wurde man Siebter. In der Serie B 1992/93 lief es noch besser für den AC Reggiana. Nach dem Ende aller Spieltage rangierte das Team auf dem ersten Platz der Serie B mit einem Vorsprung von zwei Punkten auf den ersten Verfolger US Cremonese, was den Aufstieg in die Serie A bedeutete, erstmals in der Vereinsgeschichte. Loris Dominissini verließ den AC Reggiana jedoch nach dem erreichten Aufstieg und wechselte zur AC Pistoiese. Zuvor hatte er in sieben Jahren 146 Ligaspiele mit einem Tor für den AC Reggiana gemacht. In Pistoia kam Dominissini allerdings nicht zum Einsatz, er wechselte nach einem Jahr ohne Ligaspiel zum Amateurklub ASD Sevegliano. Dort und bei der AS Pro Gorizia ließ er seine fußballerische Laufbahn ausklingen, die er schließlich 1996 im Alter von 35 Jahren beendete.

## Trainerkarriere
Von 1998 bis 1999 war Loris Dominissini zunächst im Trainerstab von Udinese Calcio involviert, ehe er zur Drittligasaison 1999/2000 die Mannschaft von Como Calcio als Cheftrainer übernahm. Nachdem im ersten Jahr nur Platz zehn in der Girone A der Serie C1 heraus sprang, schaffte Dominissini mit Como Calcio in der Spielzeit 2000/01 den Aufstieg in die Serie B. Dies wurde erreicht durch einen zweiten Platz in der Girone A der Serie C1, einzig hinter dem FC Modena. In den damit fälligen Playoff-Spielen setzte man sich gegen Spezia Calcio und die AS Livorno durch und stieg damit in die Serie B auf. In der Zweitklassigkeit angekommen, spielte Como Calcio unter Trainer Loris Dominissini eine überraschend gute Saison und beendete die Serie B 2001/02 als Aufsteiger auf dem ersten Platz mit zwei Punkten Vorsprung auf Modena. Damit gelang Como Calcio der direkte Durchmarsch von der dritten in die erste Liga und gleichzeitig der erste Aufstieg in die Serie A seit 1989. Die Serie A 2002/03 begann für Dominissinis Team mit drei Niederlagen in Folge, bis zum elften Spieltag war das Team sieglos. Nach einer 0:3-Pleite gegen die AC Perugia entließ Como Calcio seinen Trainer Loris Dominissini im November 2002 nach drei Jahren der Zusammenarbeit, seine Nachfolge trat Eugenio Fascetti an. Doch auch der erfahrene Coach konnte den direkten Wiederabstieg von Como Calcio nicht verhindern. Seitdem konnte der Verein nicht wieder in die Serie A zurückkehren.
Für Loris Dominissini folgten danach einige kurze, nicht von großem Erfolg gekrönte Intermezzi bei diversen Vereinen. So trainierte er in der Serie B 2003/04 von Saisonstart an Ascoli Calcio, wurde aber nach nur zwölf Spieltagen entlassen. Zum Saisonende 2004/05 war er Coach des Drittligisten Spezia Calcio, mit dem er die Coppa Italia Serie C gewann. Für fünf Spieltage war Dominissini zudem gegen Ende der Serie A 2005/06 Übungsleiter bei Udinese Calcio. Von 2006 bis 2007 trainierte er in der Folge Pro Patria Gallaratese. Ebenfalls ein Jahr lang dauerte seine Tätigkeit beim AC Reggiana von 2009 bis 2010. 2011 wechselte Dominissini nach Belgien und wurde dort neuer Trainer des Zweitligisten CS Visé, den er ein Jahr lang betreute. Das letzte Engagement als Trainer hatte Loris Dominissini 2014 für kurze Zeit beim italienischen Amateurverein ASD Lumignacco.
Nach seiner Tätigkeit in Lumignacco übernahm Dominissini keine weitere Tätigkeit. Er verstarb am 4. Juni 2021 im Alter von 59 Jahren während der COVID-19-Pandemie in Italien an den Folgen einer SARS-CoV-2-Infektion in San Vito al Tagliamento.

## Erfolge

### Als Spieler
- Aufstieg in die Serie A: 1×

1992/93 mit dem AC Reggiana
- Aufstieg in die Serie B: 2×

1985/86 mit dem FC Messina
1988/89 mit dem AC Reggiana

### Als Trainer
- Serie B: 1×

2001/02 mit Como Calcio
- Coppa Italia Serie C: 1×

2004/05 mit Spezia Calcio